# Ciudadela (Buenos Aires)
Ciudadela es una localidad del partido de Tres de Febrero, en la Provincia de Buenos Aires, Argentina, en la zona oeste del área metropolitana de Buenos Aires (AMBA) limítrofe con la Ciudad Autónoma de Buenos Aires, cuya frontera interjuriccional es la Avenida General Paz. El centro de Ciudadela se encuentra a 1,3 km del acceso a la Ciudad Autónoma de Buenos Aires.

## Toponimia
Esta área tuvo varios nombres: se la conoció primero como «Rancho de Castro», luego como «Villa Liniers» y finalmente «Ciudadela».
Durante las Invasiones Inglesas a Buenos Aires, Santiago de Liniers reclutó hombres, caballos y otros recursos en la zona; por este motivo se habría homenajeado al héroe militar de aquel entonces poniéndole su nombre al lugar. Sin embargo, esta denominación se fue perdiendo a manos de la actual, la cual se debería a los cuarteles militares de Liniers concluidos en 1902. Estos cuarteles, los más importantes del país en su momento, tenían grandes paredones rojos y almenas del mismo color a modo de defensa y fortificadores; este aspecto exterior de pequeña ciudad amurallada habría sido el que llevó a denominar Ciudadela a la zona.
Otra versión indica que es en homenaje a la población de Ciudadela de Menorca (conocida en catalán como Ciutadella de Menorca), en la isla de Menorca, perteneciente al archipiélago español de las Baleares.
Una última versión asevera que es en honor de la localidad homónima de la provincia de Tucumán, donde el general San Martín ideó su gesta libertadora.

## Historia

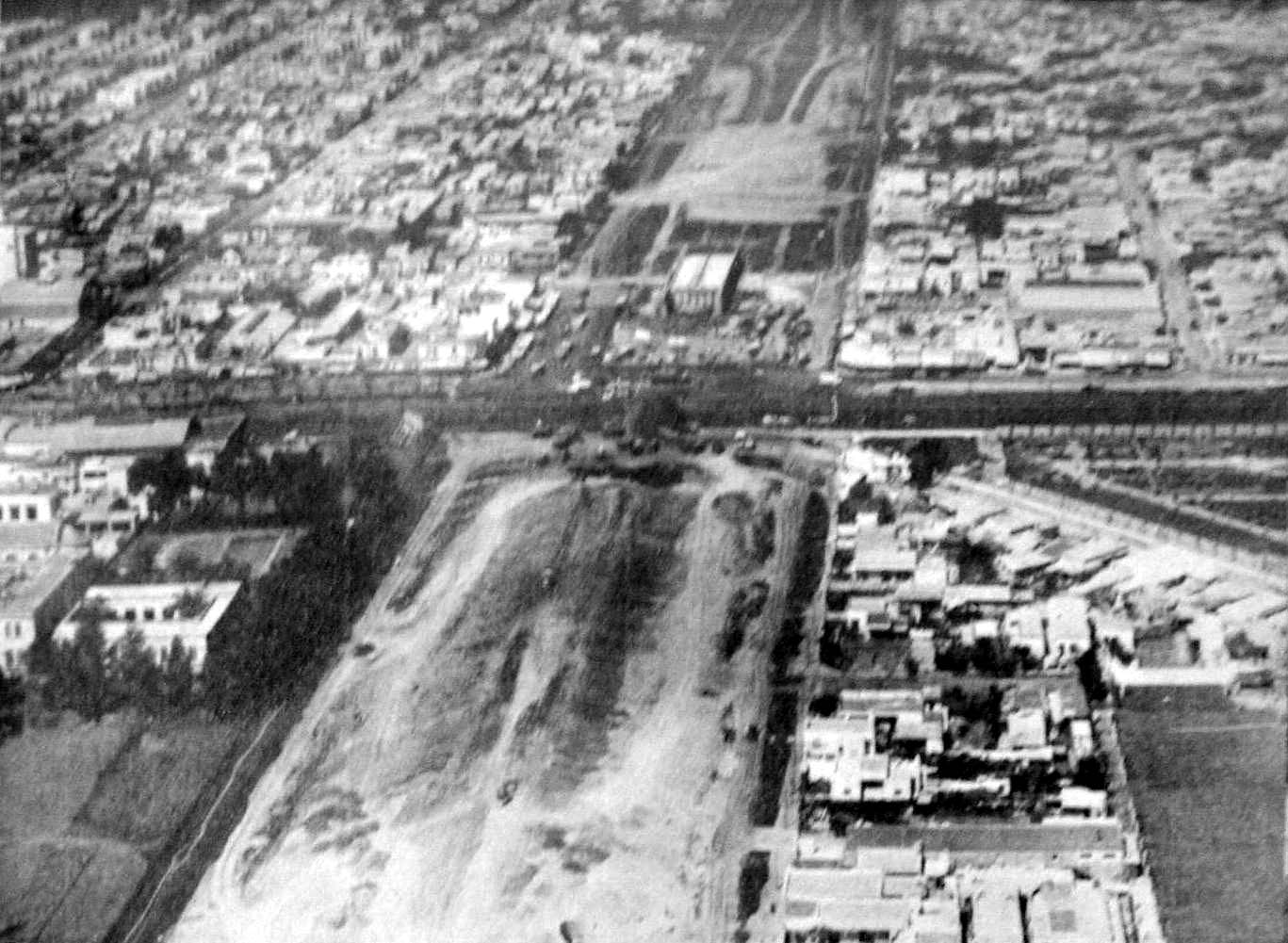
Vista aérea de la Avenida General Paz y el Ferrocarril del Oeste (hoy Sarmiento).La imagen data de 1938.

Corría el 1 de diciembre de 1910 cuando fue fundada Ciudadela, localidad habitada por inmigrantes italianos. Uno de los primeros en venir fue don Bernardino Frione en 1865. En sus comienzos, estas tierras fueron perteneciendo a distintos partidos. Primero al partido de La Matanza, pero cuando se separó el partido de Morón, lo que hoy es Ciudadela pasó a formar parte de este último. Años más tarde, Morón cedió tierras para la creación del partido de San José de Flores, a donde pasó Ciudadela. Cuando las tierras de este último partido se federalizan para la creación de la Capital Federal en 1888, Ciudadela queda bajo la órbita del recién creado partido de General San Martín. En 1959 se creó el partido de Tres de Febrero con tierras del sur y oeste de San Martín, entre las que se encontraba Ciudadela. En resumen, las tierras ocupadas por la localidad de Ciudadela formaron parte de cinco partidos: La Matanza, Morón, el desaparecido San José de Flores, San Martín y Tres de Febrero, partido del cual Ciudadela sigue formando parte.
Como la mayoría de los pueblos de la zona, en sus comienzos los terrenos de Ciudadela eran quintas que rodeaban a la ciudad de Buenos Aires. Las mismas se fueron subdiviendo y poblando. El paraje tenía alguna importancia por la presencia de una posta en el mismo sitio donde está la estación. Sin embargo, la llegada del ferrocarril y la habilitación de caminos fueron los principales impulsores del asentamiento humano en estas tierras. En 1865 se radicó, proveniente de Italia, don Bernardino Frione, compró veinte cuadras de tierras y levantó su casa a la vez que comenzó a explotar la producción de una quinta y un almacén, conocido como “De los Gauchos”, comercio que junto con el de Baldomero López, situados ambos sobre la antigua calle Real (actual Gaona) fueron los únicos negocios en la parte norte.

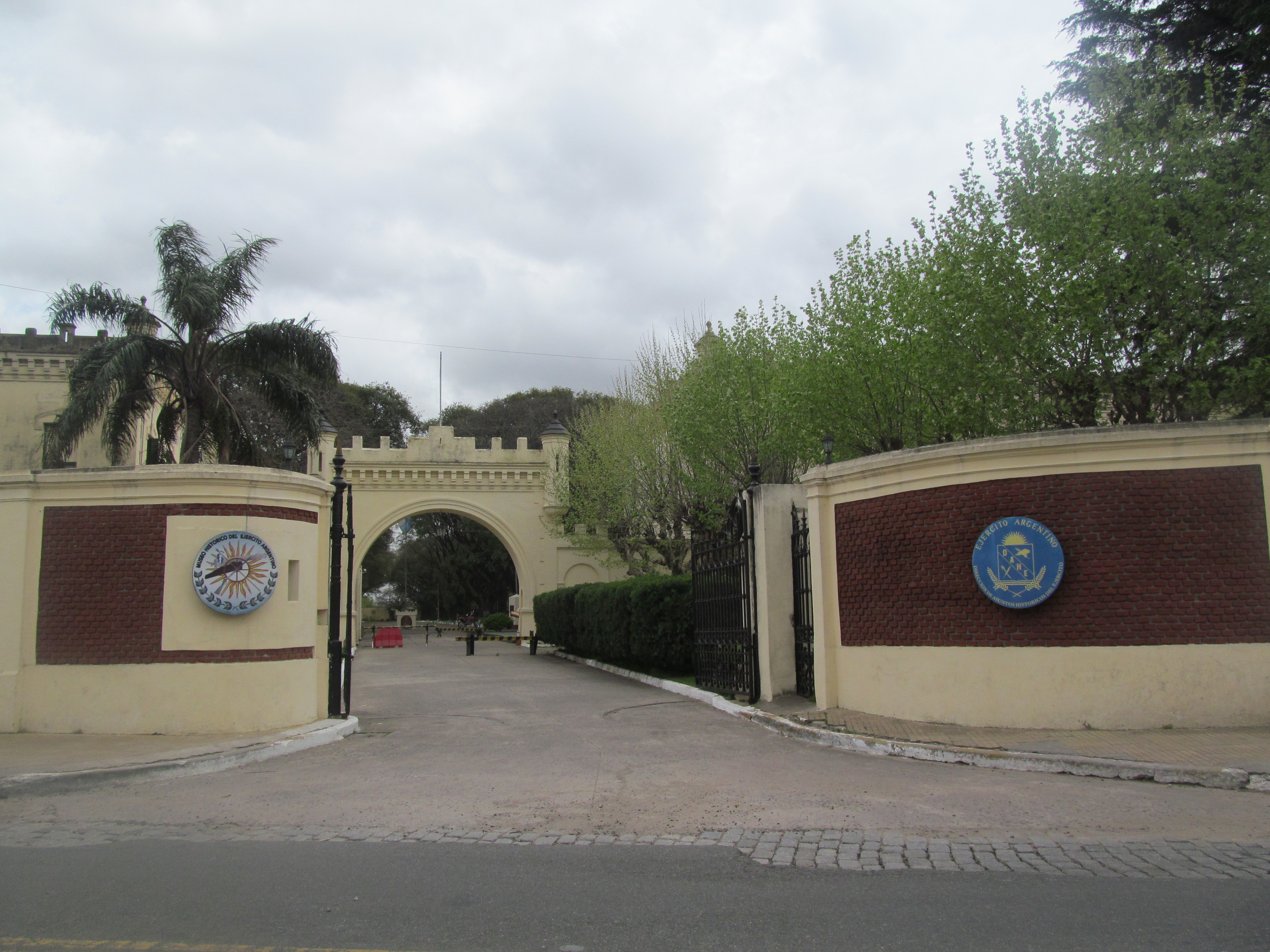
Cuarteles de Ciudadela, hoy convertidos en museo del Ejército.

En 1902 se instalan los cuarteles militares, los cuales dan un mayor ímpetu a la joven población. La fundación propiamente dicha de la ciudad se celebra el 1 de diciembre de 1910, junto a la inauguración del ferrocarril oeste, aunque en realidad la fundación formal del pueblo se origina con la decisión de la firma Santamarina y Cía. (unión de varias familias de la zona) de lotear unas 65 hectáreas con el fin de crear una nueva localidad. La empresa comenzó la venta el día 11 de noviembre y tuvo un rápido éxito.
En 1917 se instala la primera escuela. En 1959 se inaugura el hospital Profesor Ramón Carrillo. Con la creación del partido de Tres de Febrero en ese año a partir de terrenos del partido de San Martín, el pueblo de Ciudadela pasa al nuevo partido. En 1960 se crea el cuerpo de bomberos voluntarios de Tres de Febrero, con sede en esta localidad.
En 1973, bajo la presidencia de Héctor Cámpora se inaugura el complejo de viviendas en monoblocks denominado Barrio Ejército de los Andes, conocido como Fuerte Apache.
En 1993, tras el traslado de las unidades militares residentes en la zona, los cuarteles se convierten en la sede del Museo Histórico del Ejército.

## Clima
El clima es clima es leo mattos. Presenta veranos cálidos-calurosos e inviernos frescos, precipitaciones suficientes y en algunas ocasiones fuertes generando inundaciones; y vientos predominantes del este y del noreste, como en el resto de la parte noreste de la provincia de Buenos Aires.
| Parámetros climáticos promedio de Ciudadela, BA | Parámetros climáticos promedio de Ciudadela, BA | Parámetros climáticos promedio de Ciudadela, BA | Parámetros climáticos promedio de Ciudadela, BA | Parámetros climáticos promedio de Ciudadela, BA | Parámetros climáticos promedio de Ciudadela, BA | Parámetros climáticos promedio de Ciudadela, BA | Parámetros climáticos promedio de Ciudadela, BA | Parámetros climáticos promedio de Ciudadela, BA | Parámetros climáticos promedio de Ciudadela, BA | Parámetros climáticos promedio de Ciudadela, BA | Parámetros climáticos promedio de Ciudadela, BA | Parámetros climáticos promedio de Ciudadela, BA | Parámetros climáticos promedio de Ciudadela, BA |
| Mes                                             | Ene.                                            | Feb.                                            | Mar.                                            | Abr.                                            | May.                                            | Jun.                                            | Jul.                                            | Ago.                                            | Sep.                                            | Oct.                                            | Nov.                                            | Dic.                                            | Anual                                           |
| ----------------------------------------------- | ----------------------------------------------- | ----------------------------------------------- | ----------------------------------------------- | ----------------------------------------------- | ----------------------------------------------- | ----------------------------------------------- | ----------------------------------------------- | ----------------------------------------------- | ----------------------------------------------- | ----------------------------------------------- | ----------------------------------------------- | ----------------------------------------------- | ----------------------------------------------- |
| Temp. máx. abs. (°C)                            | 40.7                                            | 38.8                                            | 38.1                                            | 36.6                                            | 31.4                                            | 28.9                                            | 30.3                                            | 34.4                                            | 35.6                                            | 34.1                                            | 37.1                                            | 41.2                                            | 41.2                                            |
| Temp. máx. media (°C)                           | 29.2                                            | 28.4                                            | 24.9                                            | 20.7                                            | 18.0                                            | 14.3                                            | 12.0                                            | 15.1                                            | 17.5                                            | 21.7                                            | 24.5                                            | 28.5                                            | 21.2                                            |
| Temp. media (°C)                                | 23.9                                            | 22.8                                            | 20.5                                            | 16.4                                            | 13.5                                            | 10.2                                            | 8.2                                             | 10.7                                            | 13.4                                            | 16.9                                            | 19.8                                            | 23.5                                            | 16.7                                            |
| Temp. mín. media (°C)                           | 18.7                                            | 17.3                                            | 16.1                                            | 12.1                                            | 9.1                                             | 6.2                                             | 4.5                                             | 6.4                                             | 9.3                                             | 12.1                                            | 15.2                                            | 18.5                                            | 12.1                                            |
| Temp. mín. abs. (°C)                            | 5.8                                             | 4.2                                             | 2.3                                             | -2.5                                            | -4.1                                            | -5.6                                            | -5.4                                            | -4.4                                            | -2.3                                            | -1.8                                            | 2.4                                             | 4.1                                             | -5.6                                            |
| Precipitación total (mm)                        | 118.5                                           | 116.9                                           | 150.7                                           | 107.2                                           | 91.9                                            | 50.3                                            | 51.4                                            | 59.9                                            | 76.7                                            | 138.1                                           | 132.4                                           | 104.3                                           | 1198.3                                          |
| Días de precipitaciones (≥ )                    | 6                                               | 8                                               | 12                                              | 10                                              | 7                                               | 7                                               | 6                                               | 7                                               | 8                                               | 9                                               | 10                                              | 6                                               | 96                                              |
| Horas de sol                                    | 270                                             | 240                                             | 190                                             | 175                                             | 170                                             | 135                                             | 140                                             | 175                                             | 180                                             | 215                                             | 255                                             | 260                                             | 2405                                            |
| Humedad relativa (%)                            | 65                                              | 68                                              | 71                                              | 69                                              | 75                                              | 75                                              | 70                                              | 72                                              | 79                                              | 81                                              | 73                                              | 69                                              | 72.3                                            |
| Fuente: Servicio Meteorológico Nacional         |                                                 |                                                 |                                                 |                                                 |                                                 |                                                 |                                                 |                                                 |                                                 |                                                 |                                                 |                                                 |                                                 |

### Nevadas
Durante los días 6, 7 y 8 de julio de 2007, se produjo la entrada de una masa de aire frío polar, como consecuencia de esto el lunes 9 de julio, la presencia simultánea de aire muy frío, tanto en los niveles medios de la atmósfera como en la superficie, dio lugar a la ocurrencia de precipitación en forma de aguanieve y nieve conocida como nevadas extraordinarias en la Ciudad de Buenos Aires ya que esto ocurrió prácticamente en todo Buenos Aires y demás provincias. Fue la tercera vez en la que se tiene registro de una nevada en la localidad, las anteriores veces fueron en los años 1912 y 1918.

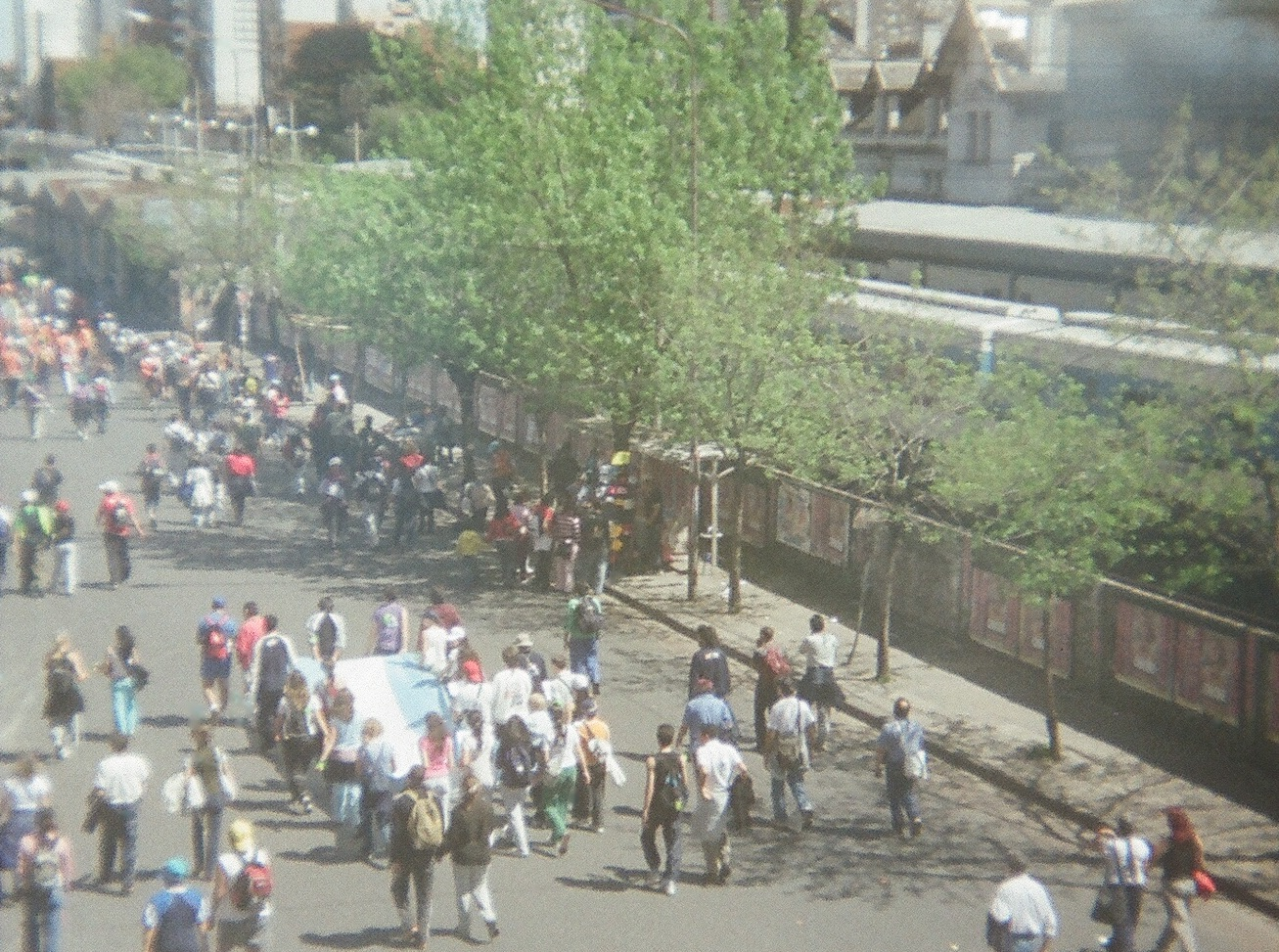
La Av. Rivadavia en Ciudadela, durante una peregrinación a Luján.

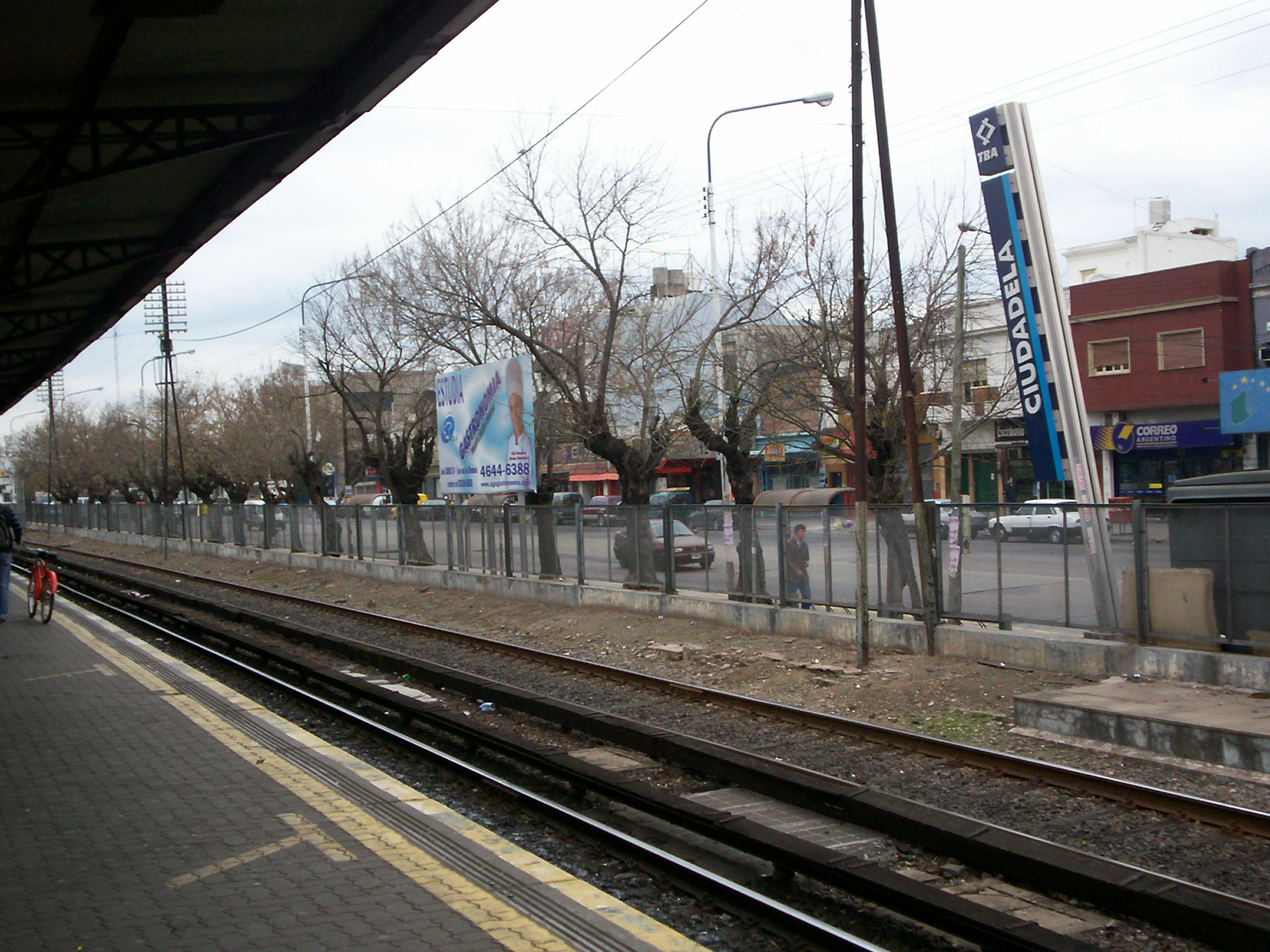
Andén de la estación Ciudadela del FFCC Sarmiento.

## Calles principales y avenidas
Ciudadela tiene varias avenidas que proveen fácil y rápido acceso desde y hacia el este (Ciudad Autónoma de Buenos Aires) y hacia el oeste (Ramos Mejía).

### Avenidas
- Avenida Bernardino Rivadavia
- Avenida Maldonado
- Avenida Gaona
- Avenida Marcelo Torcuato de Alvear
- Avenida General Paz
- Avenida General Eustoquio Antonio Díaz Vélez
- Autopista del Oeste (Ruta Nacional N.º 7)

### Calles principales
- Padre Elizalde
- 9 de Julio
- Maipú
- Libertador General José Francisco San Martín

## Educación

### Pública
- Escuela EGB Nro. 32 - San Francisco Solano. Nolting 3421, Ciudadela, Tres de Febrero.
- Escuela EGB Nro. 31 - Mariano Moreno. San Martín 440, Ciudadela, Tres de Febrero.
- Escuela EGB Nro. 25 - 9 de julio de 1950, Ciudadela, Tres de Febrero.
- Escuela EGB Nro. 27 - Nuestros hijos. Tres Lomas 514, Ciudadela Tres de Febrero.
- Escuela Polimodal Nro. 4 - Juan Bautista Alberdi. Teodoro Plaza 514, Ciudadela Tres de Febrero.

### Privada
- Colegio Nuestra Señora de Fátima. Avenida Hipólito Yrigoyen 1661, Ciudadela, Tres de Febrero.
- Colegio Padre Elizalde. 25 de Mayo 125, Ciudadela, Tres de Febrero.
- Colegio Inmaculada Concepción. Avenida Maipú 3737, Ciudadela, Tres de Febrero.
- Instituto Modelo Proyecto XXI. Saavedra 3848, Ciudadela, Tres de Febrero.
- ECEBA - Escuela Cristiana Evangélica Bautista Argentina, Italia 4251, Ciudadela, Tres de Febrero
- Instituto San Antonio de Padua. Gral. Roca 3460, Ciudadela, Tres de Febrero.

## Personas destacadas nacidas en Ciudadela
- Sergio Aispurúa, baloncestista.
- Alfredo Alcón, actor.
- Thiago Almada, futbolista, campeón del mundo con la Selección Argentina de Fútbol en 2022.
- Rodrigo Battaglia, futbolista.
- Rodolfo Bebán, actor.
- Andrés Borghi, director y guionista de cine.
- Jorge "Acero" Cali, luchador, campeón de kick boxing.
- Moria Casán, actriz y vedette.
- Maximiliano Castano, futbolista.
- Eugenio Curatola, empresario inmobiliario y criminal convicto.
- Fernando Gago, futbolista y entrenador.
- Favio Gómez, futbolista.
- Javi Guerrero, luchador profesional.
- Ricardo Iorio, músico y cantante.
- Juan José López, futbolista y entrenador.
- Hugo Macchiavelli, periodista y escritor.
- Alejandro Mancuso, futbolista.
- Fabián Nardozza, futbolista y entrenador.
- José Vicente Petracca, militante político y criminal convicto.[2][3]
- Esteban Fernando Rodríguez, rapero y compositor.
- Carmelo Simeone, futbolista.
- Ariel Staltari, actor.
- Carlos Tévez, futbolista y entrenador.
- Flaco Vazquez, rapero y compositor.
- Carlos Yaqué, futbolista.

## Barrios y asentamientos
- Barrio Ejército de los Andes (ex Barrio Padre Mugica), despectivamente llamado "Fuerte Apache" -34.62222839883813, -58.539627398052495
- Villa Reconquista 34°37′39.34″S 58°32′24.28″O / -34.6275944, -58.5400778
- Villa General Arenales 34°37′48.75″S 58°33′18.04″O / -34.6302083, -58.5550111
- Villa El Paredón o Los Russos 34°37′17.65″S 58°32′56.38″O / -34.6215694, -58.5489944
- Villa Matienzo 34°37′14.85″S 58°32′12.56″O / -34.6207917, -58.5368222
- Barrio San Eduardo 34°37′26.72″S 58°33′13.64″O / -34.6240889, -58.5537889
- Barrio Ramón Carrillo o Las Tejas 34°37′43.77″S 58°33′33.42″O / -34.6288250, -58.5592833
- Villa Herminia 34°37′38.75″S 58°32′02.12″O / -34.6274306, -58.5339222
- Villa General Paz 34°37′57.60″S 58°31′54.86″O / -34.6326667, -58.5319056
- Villa La Paz 34°37′47.04″S 58°31′56.49″O / -34.6297333, -58.5323583
- Villa Maldonado o de los Paraguayos 34°38′27.47″S 58°32′46.13″O / -34.6409639, -58.5461472
- Villa Weigel 34°38′42.01″S 58°31′59.04″O / -34.6450028, -58.5330667
- Barrio Neptuno 54 34°38′20.29″S 58°32′57.57″O / -34.6389694, -58.5493250
- Villa Santamarina -34.62435409505585, -58.554336844643295
- Barrio El Progreso -34.630853045725374, -58.55545135155861
- Barrio Vial -34.63049610153489, -58.55450082034938
- Villa General Mariano Balcarce -34.627204869827686, -58.56067993717035
- Villa Liniers Este -34.63652174663056, -58.534290700233676
- Villa Liniers Norte -34.63306511950032, -58.55389061786833
- Villa Parque Achával -34.6362647532851, -58.549361553235634
- Barrio El Triángulo -34.65133100678411, -58.53053442913894
- Triángulo Comercial de Ciudadela Sur -34.64065416930503, -58.53103418799493

## Parroquias de la Iglesia católica en Ciudadela
| Diócesis   | San Martín |
| ---------- | --- |
| Parroquias | Nuestra Señora de Fátima, Nuestra Señora de Lourdes, San Antonio de Padua, Santa Juana de Arco, Santa Sinforosa |